# Лео, Юлиуш
Юлиуш Франтишек Лео (пол. Juliusz Franciszek Leo); 15 ноября 1861, Стебник, Австрийская империя (ныне Львовской области, Украины) — 21 февраля 1918, Краков) — австро-венгерский политический и государственный деятель, экономист, юрист, педагог, доктор права. Президент города Кракова (1904—1918).

## Биография
Поляк по происхождению. Сын горного инженера, позже — управляющего соляной шахтой. В 1879—1884 изучал право в Ягеллонском университете, продолжил учёбу на отделении экономики Берлинского университета (1885—1887).
В 1891—1904 гг. — преподаватель, позже профессор экономики и права Ягеллонского университета в Кракове.
С 1901 по 1904 гг. — первый заместитель Президента Кракова. В 1904 в течение трёх сроков до своей смерти в 1918 году избирался Президентом Кракова.
На этом посту добился больших успехов в развитии города. При нём Краков значительно расширил свои границы: с 7 до 47 км², присоединил к Большому Кракову 14 новых районов.
В 1905 окончательно решил вопрос покупки у австрийских властей Вавеля — символа Польши, места, имеющее особое значение для польского народа, где расположены Королевский замок и Кафедральный собор святых Станислава и Вацлава. При нём начались работы по реконструкции и восстановлению памятника истории Польши.
Галицийский политик. Был основателем и первым президентом Высшего национального комитета (Naczelny Komitet Narodowy), который должен был стать высшим военным, политическим и финансовым органом поляков, проживавших на землях Галиции.
Посол (депутат) Галицкого Краевого сейма и Государственного Совета Австро-Венгрии.
Один из организаторов создания польских легионов (1914—1918).
Похоронен на Раковицком кладбище в Кракове.

## Память
Имя Ю. Лео носит ныне одна из улиц Кракова.

## Источник
- Juliusz Franciszek Leo